# PLATO (sistema de computador)

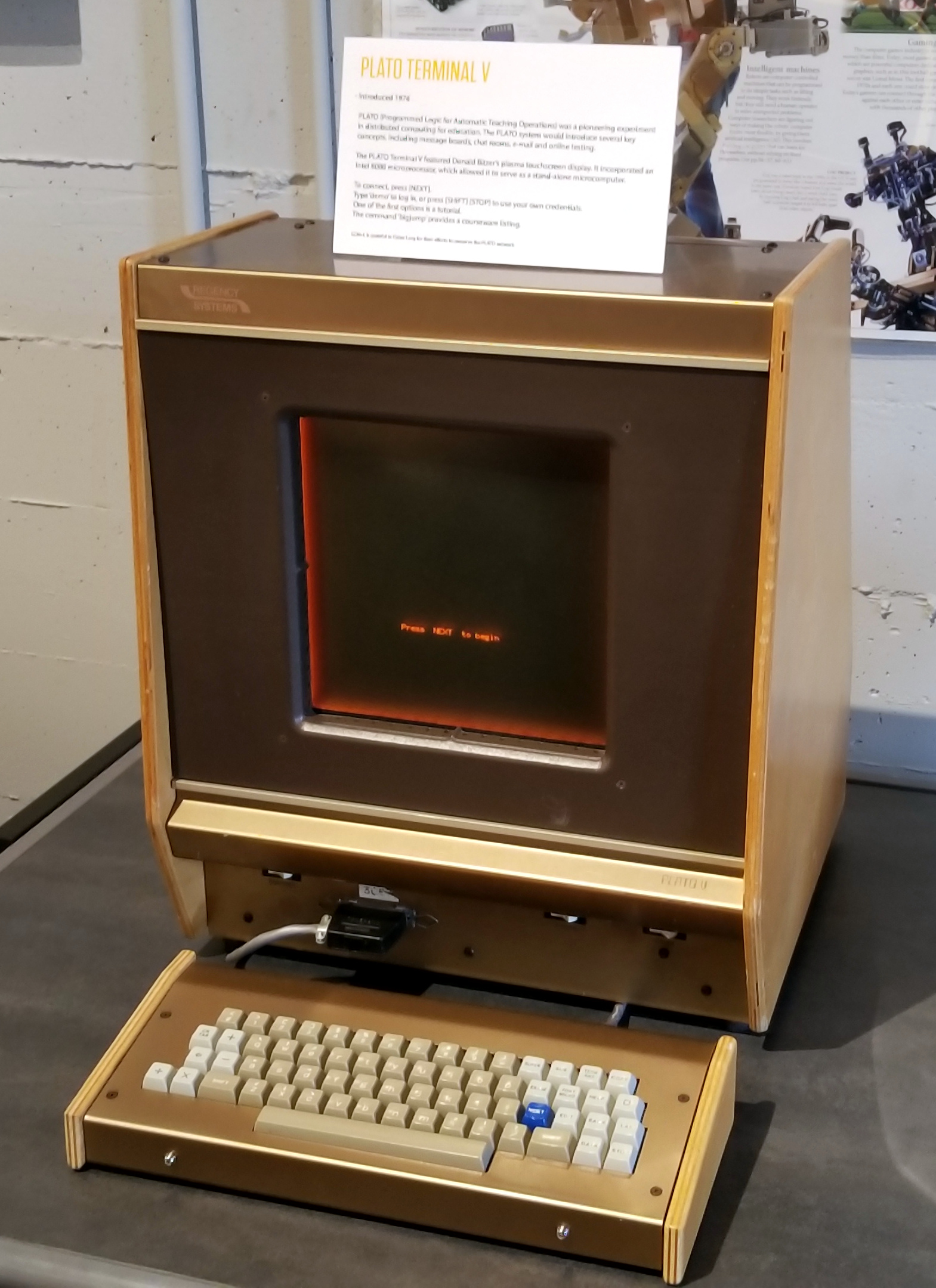
A working PLATO V terminal at the Living Computers: Museum + Labs in 2018

PLATO (Programmed Logic for Automatic Teaching Operations), também conhecido como  Project Plato e Project PLATO, foi o primeiro sistema generalizado de tecnologia educacional assistida por computador. Começando em 1960, ele rodava no computador ILLIAC I da Universidade de Illinois. Pelo fim da década de 1970, ele suportava vários milhares de terminais gráficos distribuídos pelo mundo, rodando em quase uma dúzia de mainframes em rede. Muitos dos conceitos modernos em computação multi-usuário foram desenvolvidos no PLATO, incluindo forums, message boards, online testing, email, chat rooms, picture languages, mensageiro instantâneo, compartilhamento de tela remoto e jogos multiplayer.

## História

### Influência no PARC e na Apple
No início de 1972, pesquisadores do Xerox PARC tiveram um tour do sistema PLATO na Universidade de Illinois. Nesse momento lhes foi mostrado partes do sistema, como a aplicação Insert Display/Show Display (ID/SD) para geração de figuras no PLATO (mais tarde traduzido como o programa de desenho gráfico na workstation Xerox Star); o Charset Editor para "pintar" novos caracteres (mas tarde traduzido em um programa de "rabiscos" no PARC); e os programas de comunicação Term Talk e Monitor Mode. Muitas dessas novas tecnologias que eles viram foram adotadas e melhoradas, quando esses pesquisadores voltaram para Palo Alto, California. Eles mais tarde transferiram versões melhoradas dessas tecnologias para a Apple Inc.